# Pierre Ndaye Mulamba
Pierre Ndaye Mulamba (* 4. November 1948 in Luluabourg, Belgisch Kongo; † 26. Januar 2019 in Johannesburg, Südafrika) war ein kongolesischer Fußballspieler, der vorwiegend als Stürmer auflief.

## Karriere
In den 1970er-Jahren spielte er unter anderem für den AS Bantous aus Mbuji-Mayi und den AS Vita Club. Mit dem Verein aus Kinshasa gewann Mulumba im Winter 1973 den African Cup of Champions Clubs.
Mulumbas erstes Länderspiel bestritt er während der Qualifikation für die Fußball-Weltmeisterschaft 1974 für Zaire gegen Marokko, als er in der zweiten Hälfte eingewechselt wurde und das 1:0 erzielte (Endstand 3:0). 1974 spielte er für Zaire in der Fußball-Afrikameisterschaft 1974 in Ägypten und der Fußball-Weltmeisterschaft 1974 in Deutschland. Bei der Afrikameisterschaft holte mit seiner Mannschaft den Titel. Er wurde außerdem Torschützenkönig und zum besten Spieler des Turniers gewählt.
Bei der WM 1974 in der Bundesrepublik war er Kapitän der Mannschaft. Nach der 0:2-Auftaktniederlage gegen Schottland ging es für das afrikanische Team schon am 2. Spieltag um das Vermeiden des vorzeitigen Ausscheidens. Beim 0:9 gegen Jugoslawien wurde Mulumba nach 23 Minuten vom Platz gestellt. Im dritten Spiel gegen Brasilien (0:3), das das punkt- und torlose Schlusszeichen Zaires im Turnier darstellte, stand der 2019 gestorbene Spielführer nicht auf dem Platz.